# João Lourenço
João Manuel Gonçalves Lourenço (n. 5 martie 1954, Lobito, Provincia Benguela, Angola) este un politician angolez și este președinte al Angolei din 26 septembrie 2017. Anterior, a fost ministru al apărării din 2014 până în 2017. În septembrie 2018 a devenit președintele Mișcării Populare pentru Eliberarea Angolei (MPLA), partidul de guvernământ. A fost secretar general al partidului din 1998 până în 2003.
João Lourenço a fost desemnat în decembrie 2016 să ocupe poziția numărul 1 a partidului la alegerile legislative din august 2017. În ceea ce privește constituția din 2010, „persoana care conduce lista națională a partidului politic sau a coaliției de partide politice care primește cele mai multe voturi la alegerile generale ... va fi ales președinte al Republicii și șef al executivului” (articolul 109 ). Întrucât MPLA a câștigat o majoritate de 150 de locuri, Lourenço a devenit automat președinte al Angolei, succedând lui José Eduardo dos Santos, la putere timp de 38 de ani. Lourenço a fost învestit oficial în funcție la 26 septembrie 2017.